# 徐伯陽
徐伯陽（じょ はくよう、516年 - 581年）は、南朝梁から陳にかけての官僚・文人。字は隠忍。本貫は東海郡。

## 経歴
南朝梁の東宮通事舎人・秘書の徐僧権の子として生まれた。学問を好み、文筆を得意とした。『春秋左氏伝』を学び、家に所蔵していた史書3000巻あまりを読破した。策問の試験に高い成績をおさめ、尚書により南朝梁の河東王右常侍・東宮学士・臨川嗣王府墨曹参軍に任じられた。大同年間、侯官県令として出向した。侯景の乱が起こると、伯陽は南の広州に避難し、蕭勃を頼った。蕭勃の乱が鎮圧されると、陳霸先に帰順して、一家を率いて呉郡に移住した。
天嘉2年（561年）、陳の晋安王の侍読となった。ほどなく侯安都の下で司空府記室参軍事に任じられ、礼遇を受けた。太建初年、伯陽は李爽・張正見・賀徹・阮卓・蕭詮・王由礼・馬枢・祖孫登・賀循・劉刪らと文会を結成し、後に蔡凝・劉助・陳暄・孔範が参加した。かれらは遊宴して詩を賦し、詩集を作ると伯陽がその序文を書いて、当時に流行した。
太建7年（575年）、新安王陳伯固が南徐州刺史となると、伯陽は鎮北新安王府中記室参軍に任じられ、南徐州別駕・東海郡丞を兼ねた。鄱陽王陳伯山が江州刺史となると、匡嶺に登って酒宴を開いたが、伯陽はこれに参加した。宴のたけなわ、陳伯山は劇韻の賦を作るよう参加者に命じたが、伯陽は祖孫登とともに先に作りあげ、奴婢と雑物を賜った。陳伯固が建康に帰ると、伯陽は臨海嗣王府限外諮議参軍に任じられた。太建11年（579年）春、皇太子陳叔宝が太学に幸すると、辟雍に『論語』の題を掲げるよう陳伯固に命じた。伯陽は陳伯固に命じられて辟雍頌を作り、賞賛を受けた。鎮右新安王府諮議参軍事に任じられた。
太建13年（581年）、姉が死去したことを聞いて病にかかり、まもなく死去した。享年は66。

## 伝記資料
- 『陳書』巻34 列伝第28
- 『南史』巻72 列伝第62